# Nizina Zatokowa
Nizina Zatokowa (ang. Gulf Coastal Plain) – nizina leżąca nad Zatoką Meksykańską na pograniczu USA i Meksyku. Przepływa przez nią rzeka Missisipi. Stanowi południową część Niziny Nadbrzeżnej, łączy się z Niziną Atlantycką. Od północy ograniczają ją Appalachy (północny wschód) i  Wielkie Równiny. Na południu graniczy z górami Sierra Madre Wschodnia. Powierzchnia niziny jest falista, przecięta licznymi dolinami rzek: Missisipi z ujściem deltowym, Rio Grande i wieloma mniejszymi. Na wybrzeżu występują laguny i lida. Znaczną część pokrywają naturalne lasy liściaste i mieszane. Eksploatacja złóż ropy naftowej, gazu ziemnego i soli kamiennej. Głównymi miastami niziny są Nowy Orlean i Houston.